# Pieter Vink

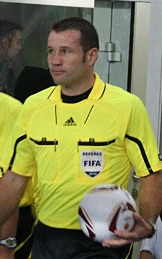
Pieter Vink

Pieter Vink (* 13. März 1967 in Noordwijkerhout) ist ein ehemaliger niederländischer Fußballschiedsrichter.
Ursprünglich war Vink Polizist. Ab 1994 war er FIFA-Schiedsrichter. Sein erstes Länderspiel leitete er am 28. April 2004 bei der Begegnung zwischen der Schweiz und Slowenien (2:1). Im Dezember 2007 wurde er als einer von 12 Schiedsrichtern für die Fußball-Europameisterschaft 2008 nominiert. Seine Assistenten sind Adriaan Inia und Hans ten Hoove. Sein erstes Spiel bei der EM leitete er am 8. Juni bei der Partie der Gruppe B zwischen Gastgeber Österreich und Kroatien in Wien. Am 14. Juni leitete er die Partie zwischen Schweden und Spanien.